# Buenache de la Sierra
Buenache de la Sierra ist ein Ort und eine zentralspanische Gemeinde (municipio) mit 109 Einwohnern (Stand: 2024) im Norden der Provinz Cuenca in der Autonomen Region Kastilien-La Mancha. 

## Lage und Klima
Buenache de la Sierra liegt auf der Westseite des Iberischen Gebirges in einer Höhe von ca. 1010 m. Die Provinzhauptstadt Cuenca befindet sich gut 14 Kilometer (Fahrtstrecke) westsüdwestlich. Das Klima im Winter ist gemäßigt, im Sommer dagegen warm bis heiß. Regen (698 mm/Jahr) fällt das ganze Jahr über.

## Bevölkerungsentwicklung
| Jahr      | 1970 | 1981 | 1991 | 2001 | 2011 | 2021 |
| Einwohner | 239  | 151  | 111  | 98   | 111  | 105  |

## Sehenswürdigkeiten

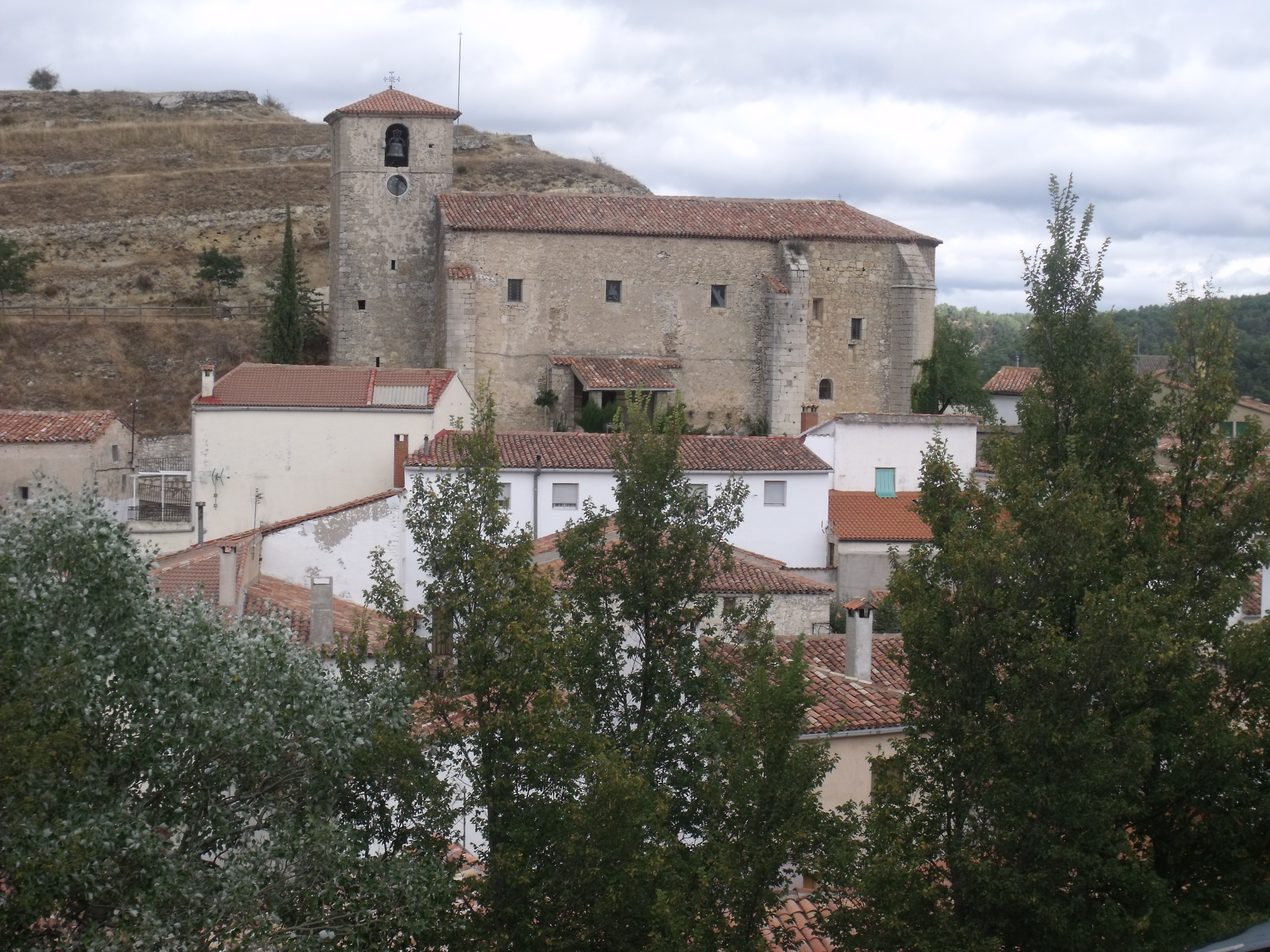
Kirche Mariä Himmelfahrt
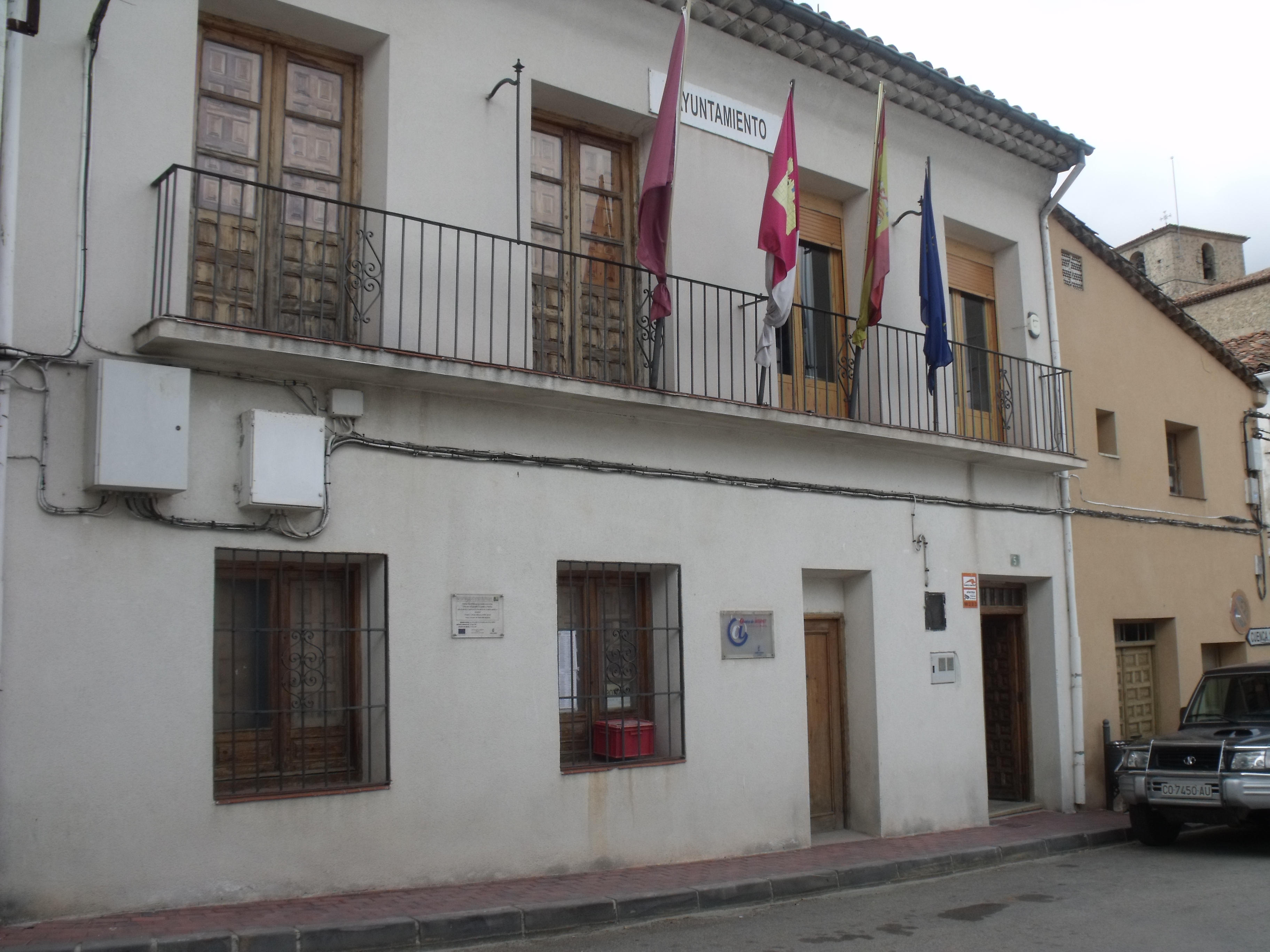
Rathaus

- Kirche Mariä Himmelfahrt
- Rathaus